# Upplands runinskrifter 1099
U 1099 är ett nu försvunnet vikingatida runstensfragment i Sundbro, Bälinge socken och Uppsala kommun. U 1099 stod tillsammans med U 1098 på ett gravfält.
Den övre, och större, delen av U 1099 var försvunnen redan på 1600-talet. Den senaste inspektionen av den nedre delen av stenen, som alltså försvunnit någon gång efter det, gjordes av Olof Celsius den äldre i augusti 1725.

## Inskriften
Translitterering av runraden:
[uibiarn yk emki... ... kuna faþ... ...]
Normalisering till runsvenska:
Vibiorn ok Hæmke[ll](?)/Hæimke[ll](?) ... Gunna, fað[ur sinn].